# Acinetobacter baumannii
Acinetobacter baumannii is een gramnegatieve kleine vrijwel ronde staafvormige coccobacil. A. baumannii komt voor als opportunistisch pathogeen bij patiënten met een slechtwerkend immuunsysteem en wordt steeds vaker gezien bij ziekenhuisinfecties. 